# Sabien Lilaj
Sabien Lilaj, född 18 februari 1989 i Maliq i Albanien, är en albansk före detta fotbollsspelare (mittfältare).

## Karriär
I augusti 2020 värvades Lilaj av kosovanska KF Prishtina, där han skrev på ett treårskontrakt. I januari 2022 värvades Lilaj av Dinamo Tirana.
I maj 2023 meddelade Lilaj att han avslutade sin fotbollskarriär.